# هورست شتاين
هورست شتاين (بالألمانية: Horst Stein)‏ هو موزع ألماني، ولد في 2 مايو 1928 في إلبرفيلد في ألمانيا، وتوفي في 27 يوليو 2008 في Vandœuvres ‏ في سويسرا.

## وصلات خارجية
- هورست شتاين على موقع IMDb (الإنجليزية)
- هورست شتاين على موقع مونزينجر (الألمانية)
- هورست شتاين على موقع ميوزك برينز (الإنجليزية)
- هورست شتاين على موقع أول ميوزيك (الإنجليزية)
- هورست شتاين على موقع ديسكوغز (الإنجليزية)